# Le Mariage de Michaïl et Concetta
Pour plus de détails, voir Fiche technique et Distribution.
Le Mariage de Michaïl et Concetta (Ο γάμος της Κοντσέτας και του Μιχαήλ, O gámos tis Kontséttas ke tou Michaíl) est un film grec réalisé par Lykourgos Kalapothakis et sorti en 1924.

## Fiche technique
- Titre : Le Mariage de Michaïl et Concetta
- Titre original : Ο γάμος της Κοντσέτας και του Μιχαήλ (O gámos tis Kontséttas ke tou Michaíl)
- Réalisation : Lykourgos Kalapothakis
- Scénario : Michaïl Michaïl fils de Michaïl
- Direction artistique :
- Décors :
- Costumes :
- Photographie : Joseph Hepp
- Son :
- Montage :
- Musique :
- Pays d'origine :  Grèce
- Format :  Noir et blanc - muet
- Genre : Comédie burlesque
- Durée : court métrage
- Dates de sortie : 1924

## Distribution
- Michaïl Michaïl
- Concetta Moschou
- Rita Rousou
- Mairi Flery
- Dora Stefanou
- Lolotta Ioannidou
- Anna Roussou
- Periklis Plemenidis
- Emm
- Gavathiotis